# 크리스털 더 멍키

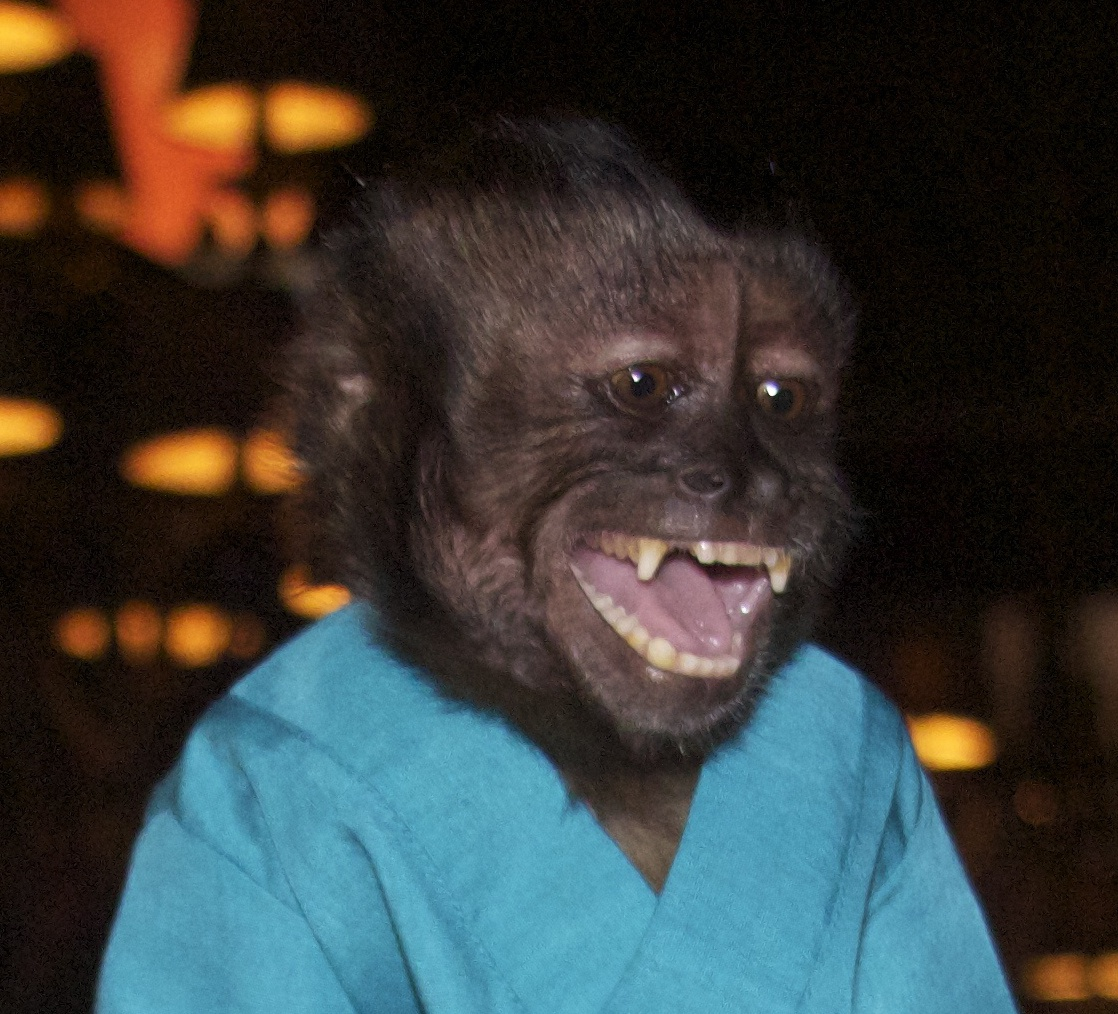

크리스털 더 멍키(Crystal the Monkey, 1994년 5월 6일 ~ )는 암컷 꼬리감는원숭이로, 배우이다. 아메리칸 파이 2, 커뮤니티, 박물관이 살아있다, 박물관이 살아있다 2 등에 출연하였다. 주인과 함께 살고 있다.